# Мірослав Тирш
Мірослав Тирш (при народженні — Фрідріх Емануель Тірш; чеськ. Miroslav Tyrš; 17 вересня 1832, Тешин-Боденбах (нині Дечин) — 8 серпня 1884, Ец, Тіроль, Австрія) — чеський митець, громадський діяч. Засновник першого товариства «Сокіл» у Чехії в 1862 році у Празі з метою пробудження національної свідомості чеського народу та поширення фізкультури на зразок німецьких «турнферайнів».

## Біографія
Народився у німецькомовній родині. Батько був лікарем. Фрідріх рано залишився сиротою: його батько та сестри померли від туберкульозу. Виховувався у дядька, чия родина розмовляла чеською. Хлопцю замінили ім'я на слов'янське Мирослав. Здоров'я було слабким, тож він займався фізичними вправами. Вивчав історію та філософію в Карло-Фердинандовому університеті.
У 1862 році засновує молодіжний рух «Сокіл», який став носієм ідей чеського патріотизму та націоналізму. Надавав переваги фехтуванню, важкій атлетиці та маршируванню. Члени руху називали один одного «братами». 
Наприкінці 1870-х одружився з Ренатою Фугнеровою. Невдовзі після весілля у нього виявили ознаки психічної хвороби. 
У 1884 році за нез'ясованих обставин потонув у річці в Тіролі.